# Селесте Інґ
Селесте Інґ (англ. Celeste Ng, кит.: 伍綺詩) — американська письменниця китайського походження. Її перший роман «Несказане» став книжкою року Amazon Books у 2014. Другий роман «Усюди жевріють пожежі» опублікований у 2017. 

## Біографія
Народилася в Пітсбурзі 30 липня 1980. Її батьки приїхали в США з Гонконгу наприкінці 1960-х. Її батько (помер у 2004) був фізиком та працював у НАСА в дослідницькому центрі Гленн. Мама була хіміком, вона викладала у державному Університеті Клівленда.
Коли Селесте було 10 років, її родина переїхала з Пітсбурга до Шейкер Хайтс, Огайо. У місцевій школі три роки брала участь в учнівській групі міжрасових відносин, а також була співредактором шкільного літературного журналу “Семантем”. Закінчила школу у 1998.
Отримала ступень бакалавра з англійської мови в Гарвардському університеті у 2002. Після цього Селесте навчалася в Університеті Мічигану на курсі творчого письменництва (зараз письменницька програма Хелен Зелл). По закінченні отримала титул магістра образотворчих мистецтв у письменництві. 
Навчаючись в Мічигані, отримала премію Хопвуда за коротке оповідання “Що минає” (англ. What Passes Over).
Зараз проживає в Кембриджі (Массачусетс) разом з чоловіком та сином (народився у 2011)
Має старшу сестру, яка стала інженером.

## Творчість
Селесте отримала Пушткартську преміюв 2012 за оповідання “Дівчинки за грою” (англ. Girls, At Play). Твори Селесте потрапляли до літературних журналів  "One Story", "TriQuarterly" та "Subtropics". Її есе потрапили до журналів "Kenyon Review" (в онлайн версії) та "The Millions". 
Після закінчення Університету Мічигану навчалася на додаткових курсах Граб Стріт, Бостон. Селесте також три роки була редактором блогу сайту Fiction Writers Review.
Її дебютний роман “Несказане” вийшов у 2014 році.  Написаний в жанрі трилеру, він описує життя американської родини 1970-х в Огайо. Роман мав чотири чернетки та один раз перероблявся перед завершенням, на його створення пішло 6 років. Книга очолила список кращих книг року за версією Amazon Books у 2014. Роман перекладений на більше, ніж 20 мов.
Другий роман, “Усюди жевріють пожежі”, вийшов у вересні 2017. Він розповідає історію двох родин у Шейкер Хайтс (рідне місто письменниці). Роман був визнаний кращою художньої книгою 2017 року за версією Amazon Books , Goodreads та низки інших видань. Зараз за романом вийшов восьмисерійний фільм за участі акторок Різ Візерспун та Керрі Вашингтон.
У жовтні 2022 вийшов третій роман "Наші втрачені серця" (англ. Our Missing Hearts). 